# Pierre Mouallem

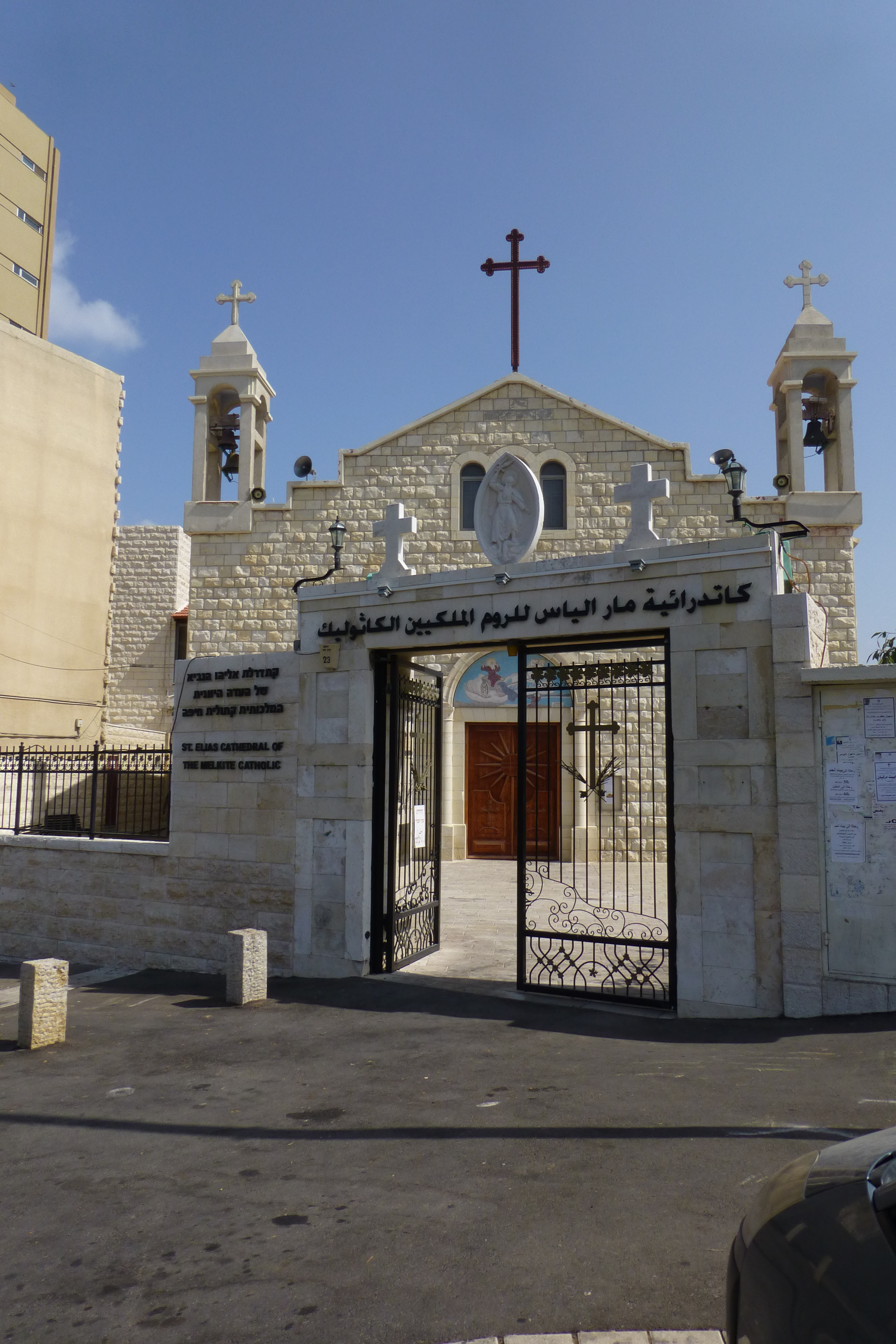
Bischofssitz Prophet-Elija-Kathedrale, Haifa

Pierre Mouallem SMSP, auch Boutros Mouallem (* 10. Mai 1928 in Eilaboun, Israel) ist Alterzbischof der Melkitischen Griechisch-Katholischen Kirche für die in Israel lebenden melkitischen Christen, mit dem Bischofssitz in Haifa. Sein Geburtsort Eilaboun (arabisch عيلبون Ailabun, hebräisch עַילַבּוּן, עֵילַבּוּן) ist ein von israelischen Arabern bewohnter Lokalverband in Israels Nordbezirk. Die rund 4800 Bewohner sind überwiegend christliche Palästinenser.

## Bischof in Brasilien
Pierre Mouallem wurde am 21. November 1955 zum Ordenspriester der Missionsgesellschaft des Heiligen Paulus geweiht. Die Ernennung zum dritten Bischof der Melkiten in Brasilien erfolgte am 20. April 1990. Die Bischofsweihe wurde am 29. Juni 1990 von Patriarch Erzbischof Maximos V. Hakim und den Mitkonsekratoren Erzbischof Jean Mansour SMSP, Weihbischof in Antiochien, und Erzbischof Jean Assaad Haddad von Tyros im Libanon vollzogen. In Brasilien trug er zur Verbreitung der traditionellen byzantinischen Riten im Land bei. Aber auch im innerkirchlichen Bereich trat er für den Erhalt der Riten ein.

## Erzbischof in Israel
Am 29. Juli 1998 wurde Mouallem zum Erzbischof der Erzeparchie Akko, Haifa, Nazareth und ganz Galiläa in Israel ernannt und wurde Nachfolger von Erzbischof Maximos Salloum. Die Ernennung von Mouallem zum Erzbischof der Erzeparchie von Akka führte zu politischen Disharmonien zwischen Israel und dem Heiligen Stuhl. Aus israelischer Sicht würde der neue Erzbischof die pro-palästinensische Position zu stark unterstreichen. In einer ziemlich scharfen Note lehnte der Heilige Stuhl jegliche Einmischung in seine Entscheidungen ab. Die Einsetzung des Erzbischofs zog ein israelisches Misstrauen mit sich und Mouallem unterlag einer ständigen Beobachtung.

## Teilnehmer an der Bischofssynode
Vom 16. November bis 12. Dezember 1997 war er Teilnehmer an der Sonderversammlung der Bischofssynode für Amerika in Rom. In seinen Anmerkungen zum Schlussbulletin forderte er aus den langen Erfahrungen der Ostkirchen zu lernen und diese für Amerika zu nutzen. In seinen sechs Punkten forderte er, a.) zu mehr Ausübung der eigenen Riten auf, b.) die Riten der Ostkirchen in eigener Zuständigkeit ausüben zu dürfen, c.) an jeder Bischofskonferenz eine Kommission für die Ostkirchen einzurichten, d.) die Gründung eines Studienzentrums für Theologie, Liturgie und Spiritualität in Amerika, e.) Gemeinden und Klöster mit einem „Doppelritus“ zu errichten und letztlich sollte in Schulen und weiteren Bildungseinrichtungen mehr über die Ostkirchen und deren geistliches Erbe unterrichtet werden.

## Emeritierung
Aus Altersgründen wurde er am 18. Juli 2003 emeritiert, daraufhin wurde ihm Erzbischof Georges Nicolas Haddad als Apostolischer Administrator zur Seite gestellt, der die Geschäfte bis 2006 führte. 2006 war Mouallem Mitkonsekrator seines Nachfolgers im Amt Erzbischof Elias Chacour.